# Fastnet Rock
Fastnet Rock (deutsch Fastnet-Felsen, irisch Carraig Aonair, was „einsamer Fels“ bedeutet) ist eine kleine unbewohnte Felsen-Insel am südlichsten Punkt vor Irlands Küste. Sie liegt rund 20 km vor der Küste der Grafschaft Cork in der Keltischen See. Der Felsen ragt 30 Meter über das Niedrigwasser hinaus und ist vom viel kleineren Little Fastnet im Süden durch einen 10 Meter breiten Kanal getrennt. Der Name der Felsen-Insel bezeichnet auch den Leuchtturm darauf, der eine über 100-jährige Seefahrts- und Navigations-Geschichte Irlands aufweist.  Mit seinen 54 m ist es der höchste Leuchtturm Irlands.

## Lage
Fastnet Rock liegt im Atlantischen Ozean, ca. 6,5 km südwestlich von Cape Clear Island. Er besteht aus einer zerklüfteten Klippe aus hartem Tonschiefer-Felsen, der auf allen Seiten von tiefem Wasser umgeben ist. Starke Strömungen umkreisen den Felsen und das Wasser ist selten ruhig genug, um eine direkte Landung vom Boot aus zu ermöglichen, außer bei sehr ruhigen Bedingungen. Es ist vor Ort als Irelands Teardrop (deutsch Irlands Träne) bekannt, da Fastnet Rock einer der letzten Teile Irlands war, den irische Auswanderer im 19. Jahrhundert auf ihrer Reise nach Nord-Amerika sahen.

## Geschichte

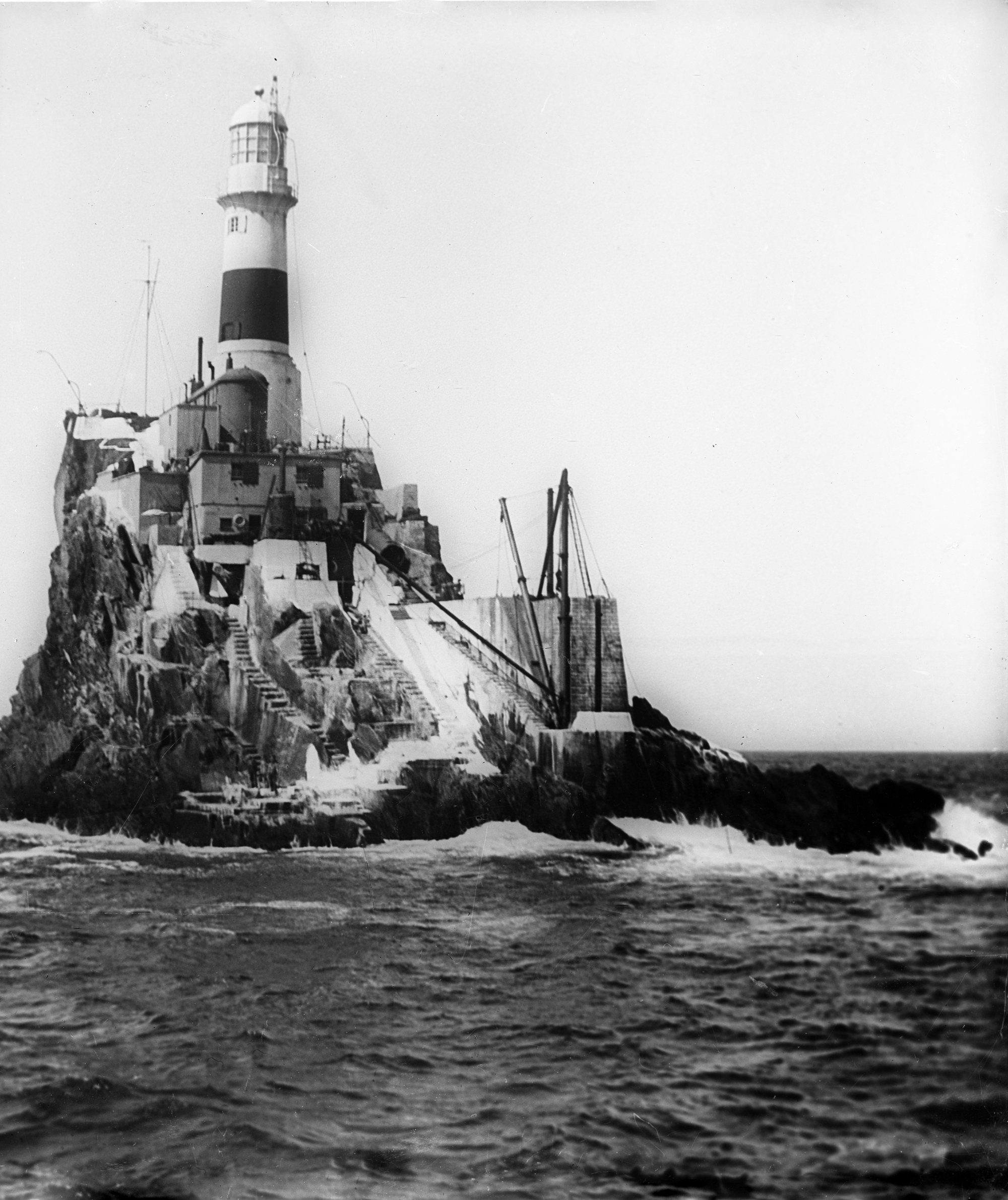
Von See am ersten Leuchtturm, um 1900

Einer der ersten Leuchttürme im Südwesten wurde 1818 auf Cape Clear Island gebaut. Allerdings war das Licht zu hoch und für Schiffe bei Nebel und Dunst nicht sichtbar. Im November 1847 sank bei Nebel das amerikanische Linien-Segelschiff Stephen Whitney mit 76 Passagieren und 34 Mann Besatzung an Bord auf der West Calf Island. 92 Menschen kamen ums Leben, darunter auch der irische Kapitän C.W. Popham aus Cork. Nach diesem Schiffsunglück wurde die Verantwortung für Leuchttürme, Feuerschiffe, Bojen und Leuchtfeuer rund um die Küste Irlands im selben Jahr den Commissioners of Irish Lights übertragen und beschlossen, das Leuchtfeuer zum nahegelegenen Fastnet Rock zu verlegen.
Der erste Leuchtturm auf Fastnet Rock wurde 1853 aus Gusseisen errichtet. Am 1. Januar 1854 leuchtete zum ersten Mal ein Licht und wurde mit Öl betrieben. Dieser Leuchtturm wurde von George Halpin (1779?–1854) entworfen, der für mehr als 50 Leuchttürme um Irlands Küste verantwortlich war. Gusseiserne Leuchttürme erwiesen sich jedoch in der Umgebung als ungeeignet und mussten verstärkt werden. Calf Rock - Light von 1866 in der gleichen Bauart errichtet, wurde 1881 im Sturm zerstört. Im Jahr 1895 wurde beschlossen, einen völlig neuen Leuchtturm zu bauen.

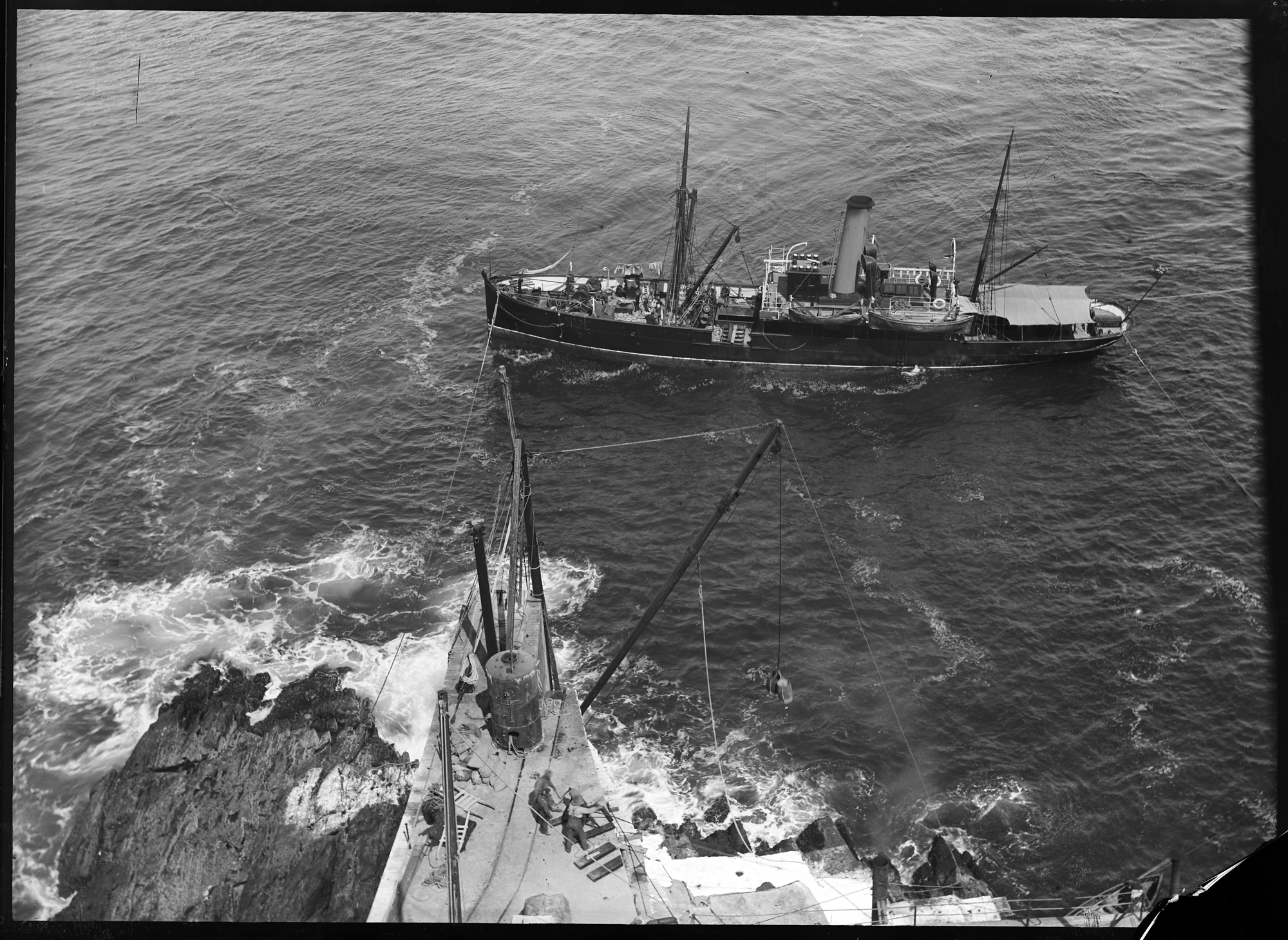
Dampfer Irene am Leuchtturm, um 1900

Der Bauentwurf und die Bauvorbereitungen begannen im Jahr 1896 unter William Douglass, Chefingenieur der Commissioners of Irish Lights (CIL). Die Fertigstellung dauerte fünf Jahre, der erste Block wurde im Juni 1899 und der letzte im Juni 1904 verschickt. Die Granitblöcke kamen von Cornwall (insgesamt 2074 Blöcke) nach Rock Island (in der Nähe von Crookhaven am Mizen). Das gesamte Material von Rock Island wurde auf dem speziell für das Projekt gebauten Dampfschiff SS Irene zum Fastnet Rock transportiert. Der Bau des Leuchtturms kostete fast 90.000 £ und das heutige Licht leuchtete zum ersten Mal am 24. Juni 1904. Die Besatzung des Turms bestand aus vier Leuchtturmwärtern. 1969 wurde die Öl-Befeuerung durch elektrisches Licht ersetzt, das durch Dieselgeneratoren erzeugt wurde. Der Leuchtturm wird seit 1989 automatisch betrieben und die letzten Leuchtturmwärter verließen den Fastnet Rock.

## Philatelistische Würdigung
Mit dem Leuchtturm als Abbild von Fastnet Rock wurde 1986 durch die Irische Post in einem Briefmarkensatz eine Briefmarke mit einem Nominal von 30 Pence und 1997 von 50 Pence herausgegeben.

## Sonstiges
Fastnet Rock ist der Wendepunkt für das berühmte Fastnet-Rennen für Hochseeyachten von Cowes nach Cherbourg in Frankreich über 695 Seemeilen (bis einschließlich 2019 noch nach Plymouth über 608 Seemeilen).
Ausflugsfahrten zum Leuchtturm werden in den Sommermonaten vielfältig angeboten.